# Funktionale Fixierung
Funktionale Fixierung bezeichnet in der Psychologie die Beschränkung von Überlegungen und Handlungen auf die gewohnheitsmäßige Verwendung von Strategien und Objekten. Diese hindert uns daran, alternative Einsatzmöglichkeiten von Objekten und andere Strategien in Überlegungen miteinzubeziehen.
Die Ursache für das Auftreten dieses Effektes ist die Funktionsweise unseres Gehirns, es orientiert sich zur Lösung von Problemen an Denkgewohnheiten, die in der Vergangenheit häufig erfolgreich waren. Erfordert ein Problem ein Umdenken, eine veränderte Sichtweise, sind alte, nicht effektive Denkgewohnheiten hinderlich bei der Lösung eines Problems.
Ein bekannter Versuch zur Veranschaulichung dieses Effektes ist das Kerzenproblem von Karl Duncker.